# Georg Ernst Ludwig von Preuschen von und zu Liebenstein (1764–1849)

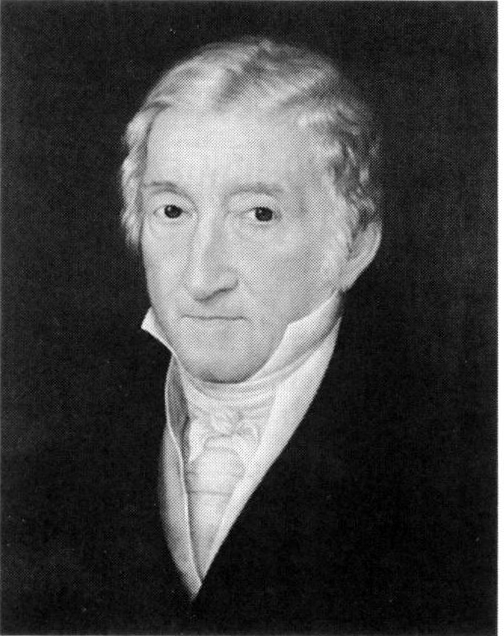
Georg Ernst Ludwig von Preuschen von und zu Liebenstein

Georg Ernst Ludwig von Preuschen Freiherr von und zu Liebenstein II. (* 22. Dezember 1764 in Karlsruhe; † 12. September 1849 in Roßbach) war nassauischer Landtagsabgeordneter und Richter und Präsident des Oberappellationsgerichtes Wiesbaden.

## Familie
Georg Ernst Ludwig von Preuschen Freiherr von und zu Liebenstein war der Sohn seines gleichnamigen Vaters Georg Ernst Ludwig von Preuschen von und zu Liebenstein (1727–1794) und dessen Ehefrau Margaretha Luise geborene Büttner (1731–1799). Sein Bruder August von Preuschen von und zu Liebenstein wurde ebenfalls Oberappellationsgerichtsrat und Landtagsabgeordneter.
Er heiratete am 17. April 1803 in Würzburg Maria Dorothea Josepha geborene Freiin von Albini (* 16. Juli 1780 in Wetzlar; † 8. Januar 1834 in Wiesbaden). Seine Frau war die Tochter des kurmainzischen Direktorialgesandten und Statthalters in Regensburg Franz Joseph Freiherr von Albini und der Johanna Magdalena Weidinger. Sie war katholisch, Stiftsdame des adligen Stifts St. Clara zu Bocholt, trat aber nach der Hochzeit zur evangelischen Konfession ihres Mannes über.
Aus der Ehe gingen die Söhne Franz Georg Ernst Ludwig Freiherr von Preuschen von und zu Liebenstein (1804–1887), späterer Oberappellationsgerichtsrat in Wiesbaden, Friedrich Ludwig (Fritz) Freiherr von Preuschen von und zu Liebenstein (1806–1879), Dr. jur., Herzoglich-Nassauischer Hof- und Appellationsgerichts-Assessor, August Ludwig Freiherr von Preuschen von und zu Liebenstein (1809–1871), Königlich-Niederländischer Generalmajor der Artillerie und Georg Ernst Ludwig Freiherr von Preuschen von und zu Liebenstein (1814–1867), Königlich-Bayerischer Kammerjunker, Königlich-Niederländischer und Großherzoglich-Luxemburgischer Oberstleutnant, hervor.
Die Tochter Johanna (1812–1899) heiratete 1834 Wilhelm Freiherr von Thüngen (1805–1871), Reichsrat der Krone Bayerns, Erbküchenmeister des Herzogtums Franken: Die Tochter Karoline Wilhelmine Margarethe (1820–1906) wurde Ehrendame des bayerischen Theresien-Ordens und heiratete 1857 den K. und K. Rittmeister a. D. Ludwig (Louis) von Schwarzenau (1813–1880).

## Leben
Er besuchte die Lateinschule in Dillenburg und studierte ab 1783 Rechtswissenschaften an der Universität Marburg. 1785 wurde er Kanzlei-Auditor, 1787 Kanzlei-Direktor in Dillenburg, 1792 Fürstlich-Oranien-Nassauischer Justizrat und 1803 Regierungsrat.
1815 wurde er Hofgerichtsdirektor und Direktor der Bergkommission, 1818 Geheimer Rat und Präsident des Oberappellationsgerichts in Wiesbaden sowie Mitglied des Staatsrats. 1836 trat er in den Ruhestand.
Er war Mitherr auf Dürrenried und Wasmuthhausen, Unterfranken
Bis zur Mediatisierung 1806 war er, gemeinsam mit seinem Bruder August, Besitzer des reichsunmittelbaren Dorfes Osterspai. Im Zuge der napoleonischen Neuordnung durch die Rheinbundakte wurde Osterspai im Jahre 1806 vom Herzogtum Nassau übernommen. Die Besitzergreifung erfolgte am 18. September 1807. Der Ort wurde dem Amt Braubach zugeordnet. Damit endete die Patrimonialgerichtsbarkeit der Brüder August und Georg Ernst Ludwig von Preuschen von und zu Liebenstein. In einem Schreiben vom 22./24. Oktober 1807 an die Regierung Ehrenbreitstein erkannten die Brüder die Souveränität Nassaus an, reklamierten aber die Patrimonialgerichtsbarkeit und Polizeigewalt für sich. Erst mit Schreiben vom 23. März der Regierung des Herzogtums Nassau wurde eine endgültige Regelung getroffen. Die Brüder verzichteten auf die Patrimonialgerichtsbarkeit und erhielten eine Entschädigungsrente von 398 Gulden jährlich.

## Abgeordneter
1831–1832 war er als Vertreter der Grafen von Schönborn-Wiesentheid und 1832–1833 als Vertreter des Prinzen von Oranien Mitglied der Nassauischen Herrenbank.

## Ehrungen
Er war Ritter des Ordens vom Niederländischen Löwen.